# Thể thao đồng đội

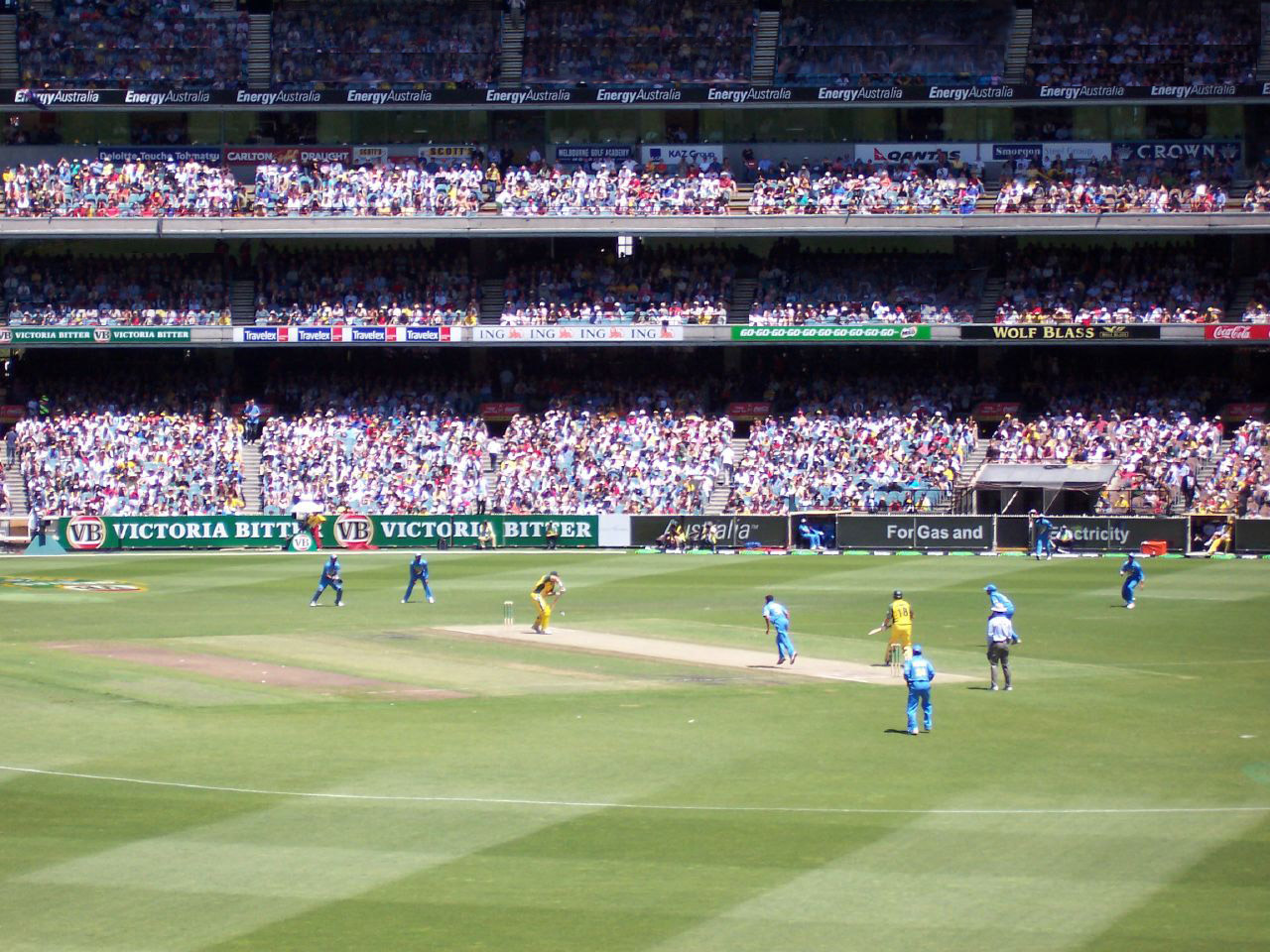
Cricket là môn thể thao đồng đội phổ biến nhất được chơi ở cấp độ quốc tế

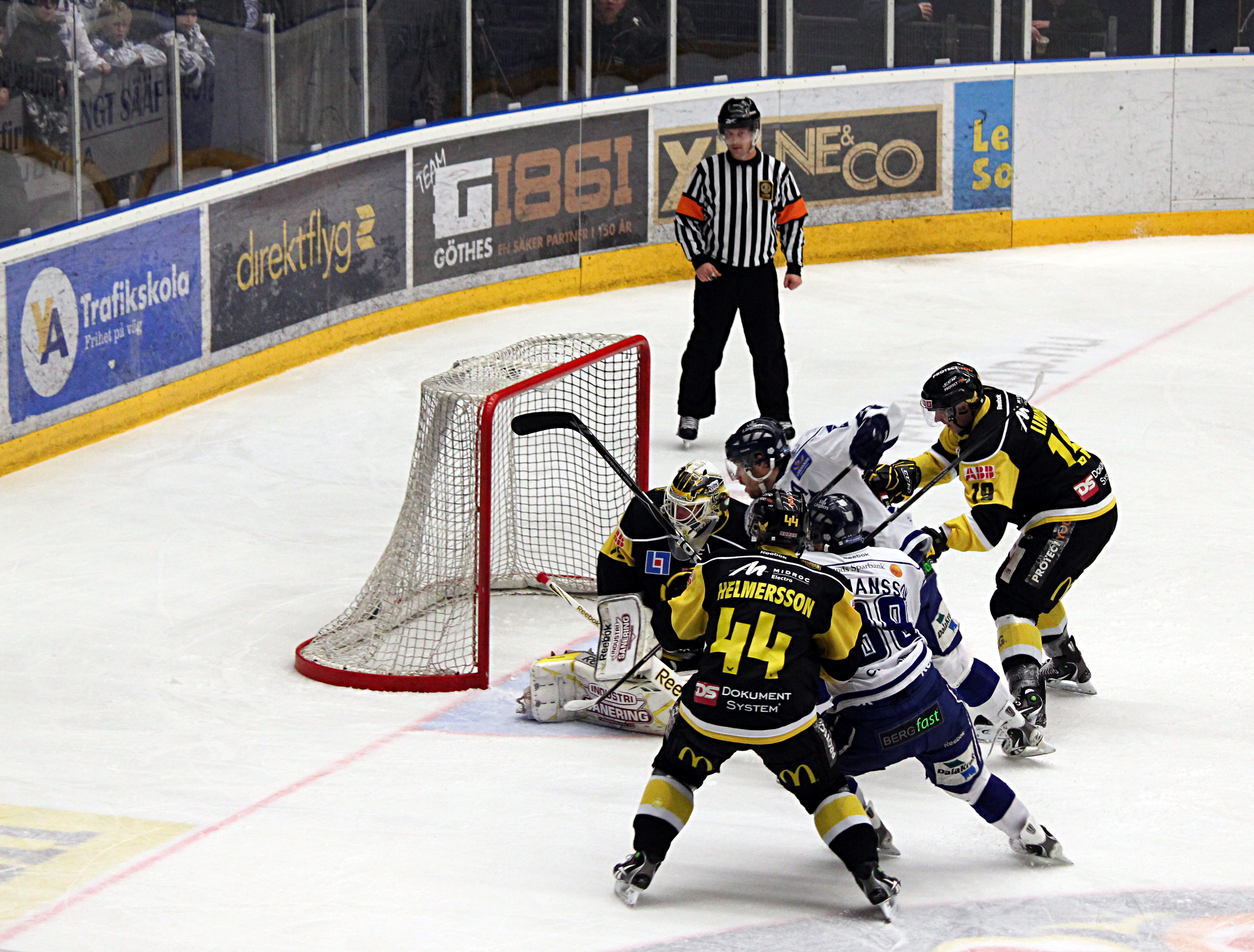
Khúc côn cầu trên băng là môn thể thao đồng đội mùa đông phổ biến nhất

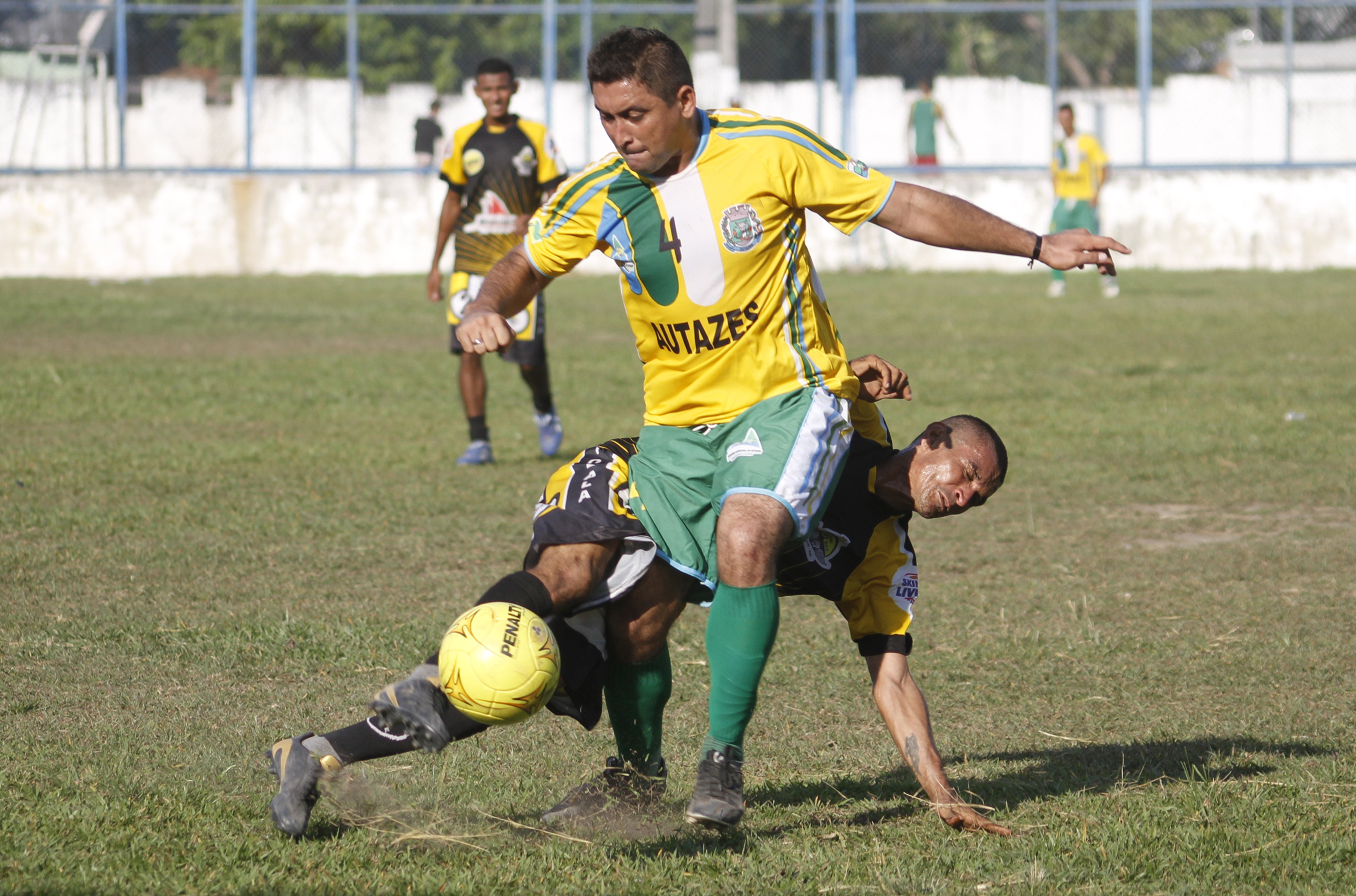
Bóng đá là môn thể thao đồng đội được nhiều người chơi nhất trên thế giới

Thể thao đồng đội (tiếng Anh: team sport) bao gồm tất cả các môn thể thao có sự tham gia của nhiều người làm việc cùng nhau hướng tới một mục tiêu chung. Một môn thể thao đồng đội là một hoạt động mà trong đó các cá nhân được phân vào các đội là đối thủ của nhau để cuối cùng tìm ra đội chiến thắng. Các ví dụ tiêu biểu là bóng rổ, bóng chuyền, bóng nước, bóng ném, bóng vợt, cricket, bóng chày, và các loại hình khác nhau của bóng đá (football) và khúc côn cầu.

## Tổng quan
Trong các môn thể thao đồng đội cấc đội sẽ thi đấu với nhau. Tại đây những người tham gia thi đấu sẽ tác động qua lại một cách trực tiếp và đồng thời lên nhau để đạt được mục đích nào đó. Một trong những mục đích là những người trong cùng đội sẽ cố gắng điều chỉnh đường di chuyển của một quả bóng hay vật tương tự sao cho phù hợp với luật lệ để ghi điểm.
Một số môn có cách thức thực hiện mục đích khác như bơi lội, rowing, đua thuyền buồm, đua thuyền truyền thống và điền kinh (hay track and field). Một số loại hình thể thao đồng đội không cần đối thủ hay tính điểm, ví dụ như leo núi. Thay vào đó độ khó tương đối của việc leo trèo hay đường đi mới là thước đo thành tích.
Ở một số môn mà các bên tham gia là một đội, các thành viên trong đội không chỉ thi đấu với các thành viên đối thủ khác mà còn thi đấu với nhau vì mục đích xếp hạng. Ví dụ tiêu biểu là các môn motorsport, đặc biệt là Formula One. Tuy nhiên trong đua xe đạp các thành viên ngoài cạnh tranh với nhau còn cần phải hỗ trợ một người khác, thường là một thành viên có khả năng về đích tốt nhất. Qua trình này được gọi là mệnh lệnh đội đua (team order) và đã bị cấm trong đua công thức 1 từ năm 2002 tới 2010. Sau tranh cãi liên quan tới mệnh lệnh đội đua tại Giải đua ô tô Công thức 1 Đức 2010, luật bị dỡ bỏ cho tới mùa giải 2011.

## Các môn thể thao đồng đội Thế vận hội
Hiện tại có bảy môn thể thao đồng đội tại Thế vận hội Mùa hè. Việc cricket có được xuất hiện tại Thế vận hội Mùa hè 2024 hay không phụ thuộc vào quyết định của Hội đồng cricket quốc tế và các thành viên. Một giải cricket được tổ chức tại Thế vận hội 1900, mặc dù chỉ có một trận đấu được diễn ra giữa Vương quốc Anh và Pháp. Tuy nhiên đội Anh thực tế là một câu lạc bộ còn các cầu thủ Pháp gồm nhiều cầu thủ người nước ngoài đang sống tại Paris.
Khúc côn cầu trên băng, xe trượt lòng máng và bi đá trên băng là các môn thể thao tại Thế vận hội Mùa đông, trong đo nội dung nam của trượt lòng máng có hai nội dung nhỏ dành cho xe bốn và hai người, nhưng nội dung nữ chỉ giới hạn cho xe hai người.
Tất cả các môn Thế vận hội đều có nội dung của nam và nữ.
| Môn                                             | Nam                 | Nữ     |                     |        |
| Môn                                             | Lần đầu xuất hiện   | Số lần | Lần đầu xuất hiện   | Số lần |
| ----------------------------------------------- | ------------------- | ------ | ------------------- | ------ |
| Bóng bầu dục bảy người tại Thế vận hội Mùa hè   | Rio de Janeiro 2016 | 1      | Rio de Janeiro 2016 | 1      |
| Bóng đá tại Thế vận hội Mùa hè                  | Paris 1900          | 25     | Atlanta 1996        | 5      |
| Khúc côn cầu trên cỏ tại Thế vận hội Mùa hè     | Luân Đôn 1908       | 21     | Moskva 1980         | 8      |
| Bóng rổ tại Thế vận hội Mùa hè                  | Berlin 1936         | 17     | Montréal 1976       | 9      |
| Bóng chuyền tại Thế vận hội Mùa hè              | Tokyo 1964          | 12     | Tokyo 1964          | 12     |
| Bóng ném tại Thế vận hội Mùa hè                 | Berlin 1936         | 11     | Montréal 1976       | 9      |
| Bóng nước tại Thế vận hội Mùa hè                | Paris 1900          | 26     | Sydney 2000         | 4      |
| Khúc côn cầu trên băng tại Thế vận hội Mùa đông | Chamonix 1924       | 21     | Nagano 1998         | 4      |
| Bi đá trên băng tại Thế vận hội Mùa đông        | Chamonix 1924       | 5      | Nagano 1998         | 4      |
| Trượt lòng máng tại Thế vận hội Mùa đông        | Chamonix 1924       | 24     | Salt Lake 2002      | 4      |